# Луций Пинарий Мамерцин Руф
Луций Пинарий Мамерцин Руф (на латински: Lucius Pinarius Mamercinus Rufus) e политик на ранната Римска република през 5 век пр.н.е..
Луций Пинарий произлиза от патрицианската фамилия Пинарии от Рим. През 472 пр.н.е. става консул заедно с Публий Фурий Медулин Фуз. Той изработва закона lex Pinaria.